# ابن اللبودي
 نجم الدين أبو زكريا محمد بن صلاح بن محمد بن سعيد يحيى بن محمد بن عبدان بن الواحد (607 هـ - 667 هـ) (1210م - 1267 م)
ويعرف بالصاحب ابن اللبودي ولد في حلب هو طبيب، وفلكي، وشاعر وعالم رياضيات. أقرأ على فحول علماء عصرة في دمشق ثم ذهب إلى حمص حيث خدم ملكها وأنشأ المدرسة اللبودية  في الطب بدمشق عام 644هـ -1246م .